# Tauala alveolatus
Tauala alveolatus là một loài nhện trong họ Salticidae.
Loài này thuộc chi Tauala. Tauala alveolatus được Fred R. Wanless miêu tả năm 1988.